# Scusa ma ti chiamo amore
Pour plus de détails, voir Fiche technique et Distribution.
Scusa ma ti chiamo amore est un film italien réalisé par Federico Moccia, sorti en 2008.

## Synopsis
La vie d'Alex, un publiciste trentenaire, tombe amoureux de Niki, une lycéenne de 17 ans.

## Fiche technique
- Titre : Scusa ma ti chiamo amore
- Réalisation : Federico Moccia
- Scénario : Luca Infascelli et Chiara Barzini d'après le roman J’ai failli te dire je t’aime de Federico Moccia
- Musique : Claudio Guidetti
- Photographie : Marcello Montarsi
- Montage : Patrizio Marone
- Production : Rita Rusić
- Société de production : Medusa Film et Sky Italia
- Pays :  Italie
- Genre : Romance
- Durée : 103 minutes
- Dates de sortie : 
  -  Italie : 25 janvier 2008

## Distribution
- Raoul Bova : Alessandro 'Alex' Belli
- Michela Quattrociocche : Niki Cavalli
- Michelle Carpente : Diletta
- Luca Angeletti : Enrico
- Francesca Antonelli : Susanna
- Francesco Apolloni : Pietro
- Cecilia Dazzi : Simona
- Francesca Ferrazzo : Erica
- Paola Lavini : Adele
- Veronica Logan : Elena
- Cristiano Lucarelli : Andrea Soldini
- Gisella Marengo : Margherita
- Edoardo Natoli : Filippo
- Ignazio Oliva : Flavio
- Pino Quartullo : Roberto Cavalli
- Davide Rossi : Fabio
- Riccardo Rossi : le professeur Martini
- Riccardo Sardonè : Marcello Santi
- Fausto Maria Sciarappa : Leonardo
- Kiara Tomaselli : Claudia Belli
- Beatrice Valente : Olly
- Luca Ward : le narrateur / Tony Costa

## Box-office
Le film a fait 2,1 millions d'entrées au box-office italien.